# Yusuf Idris
Yusuf Idris (àrab: يوسف إدريس, Yūsuf Idrīs) (Sharkia, Egipte, 19 de maig de 1927 - Londres, 1 d'agost de 1991) fou un escriptor i dramaturg egipci en llengua àrab.
Idris, tot i haver estudiat Medicina, mai s'hi va dedicar, ja que ben aviat es va centrar en la tasca d'escriptor i dramaturg. Ell mateix va assentar les bases del teatre modern egipci, centrat en les tradicions populars i el folklore. També va escriure regularment al diari Al-Ahram.
Idris és conegut per les seves històries realistes sobre el món rural, la gent pobra i senzilla. La majoria de les seves obres estan escrites en un llenguatge espontani, col·loquial i accessible, fet pel qual se'l considera un dels mestres del relat breu. Va ser nomenat diverses vegades per guanyar el Premi Nobel de Literatura. Yusuf Idris va guanyar el 1997 la Medalla Naguib Mahfouz de Literatura per la seva novel·la City of Love and Ashes.
Les seves obres cabdals són Las noches más baratas y otros cuentos, La república de Farhat, La Blanca i Al-Farafeer, en l'àmbit teatral, basada en les tradicions populars i el folklore egipci.